# Merle Frohms
Merle Frohms (født 28. januar 1995) er en kvindelig tysk fodboldspiller, der spiller målvogter for spanske Real Madrid i Liga F og tidligere Tysklands kvindefodboldlandshold.
Hun har tidligere spillet i de tyske klubber SC Freiburg og VfL Wolfsburg.
Frohms underskrev i juli 2020 en kontrakt med den nystartede Eintracht Frankfurt.
Hun repræsenterede også Tyskland under VM i fodbold for kvinder 2019 i Frankrig, som reservekeeper.